# Letters in December
Letters in December è un singolo del rapper canadese Powfu pubblicato l'11 ottobre 2019.

## Tracce
1. Letters in December – 2:30